# イントゥ・ザ・レジェンド
『イントゥ・ザ・レジェンド』(Into the Legend)は、2016年に発売されたイタリアのパワーメタルバンド、ラプソディー・オブ・ファイアの10thアルバムである。

## 収録曲
1. イン・プリンチーピオ～新章開幕 - In Principio
2. ディスタント・スカイ - Distant Sky
3. イントゥ・ザ・レジェンド - Into the Legend
4. ウインターズ・レイン - Winter's Rain
5. ア・ヴォイス・イン・ザ・コールド・ウインド - A Voice in the Cold Wind
6. ヴァリィ・オブ・シャドウズ - Valley of Shadows
7. シャイニング・スター - Shining Star
8. リルムス・オブ・ライト - Realms of Light
9. レイジ・オブ・ダークネス - Rage of Darkness
10. ザ・キッス・オブ・ライフ - The Kiss of Life
11. スペランツェ・アモール - Speranze e amor※

※日本盤ボーナス・トラック
※海外限定盤
1. Volar sin dolor

## メンバー
- Fabio Lione - vocals
- Roberto De Micheli - guitars
- Alex Staropoli - keyboards
- Alessandro Sala - bass
- Alex Holzwarth - drums